# لکوترین
لکوترین‌ها (Leukotriene) یکی از انواع ایکوزانوئید است که به عنوان واسطه التهاب در واکنشهای التهابی آزاد می‌شوند. لکوترین‌ها اغلب در گلبولهای سفید تولید میشوند و از چربی‌ها بوده در واکنشهای ایمنی بدن مانند بیماری آسم و رینیت نقش مهمی دارند.
انواع لکوترین‌ها مانند LTA۴ ، LTB۴ ، LTC۴ ، LTD۴ ، LTE۴ ،LTF۴ و LTG4 می‌باشند.

## نحوه ساخت
آنزیم فسفولیپاز فسفولیپیدهای غشای سلول (استریفیه) را به اسید آراشیدونیک (غیراستریفیه) تبدیل می‌کند. سپس آنزیم سیکلواکسیژناز باعث تبدیل اسید آراشیدونیک به پروستاگلاندینها می‌شود. آنزیم لیپواکسیژناز موجب تبدیل آرشیدونیک اسید به لکوترین‌ها می‌شود. لکوترین‌ها در ریه موجب افزایش پاسخ‌های التهابی، افزایش ترشحات مخاطی و انقباض عضلات صاف جدار برونش‌ها می‌شوند لذا آنتاگونیست‌های لکوترین مانند مونته‌لوکاست و زافیرلوکاست در درمان آسم کاربرد دارد.

Eicosanoid synthesis. (Leukotrienes at right.)